# Xenochlorodes cremonaria
Xenochlorodes cremonaria là một loài bướm đêm trong họ Geometridae.